# Praterherzen
Praterherzen, in Deutschland als Tingeltangel gelaufen, ist ein österreichischer Spielfilm aus dem Jahre 1953 von Paul Verhoeven mit Christl Mardayn, Curd Jürgens und Gardy Granass in den Hauptrollen. Die Geschichte basiert auf dem Bühnenstück „Tingeltangel“ von Hans Schubert.

## Handlung
Der frühere Schlosser Toni Brandstätter hat eine Anstellung als Praterausrufer eines Tingeltangels, einer Schaubude, erhalten und hat es schließlich zum Geschäftsführer dieses winzigen Varieté-Unternehmens namens „Fata Morgana“ gebracht. Der Laden gehört seiner Chefin Karoline Doppler, die an dem stattlichen Mann durchaus auch privat interessiert ist. Sie würde ihn gern heiraten, doch Toni gilt als ausgesprochener Schürzenjäger und Frauenheld. Da er aber gern Mitinhaber des Tingeltangels werden würde, zeigt er sich durchaus bereit, Karoline zu heiraten, obwohl er sie überhaupt nicht liebt. 
Bald führt eine Neueinstellung zu einem Konflikt zwischen ihm und Karoline: die hübsche junge Frau heißt Marie Förster und wird als Kartenverkäuferin beschäftigt. Toni hat Marie in einer desperaten Situation kennen gelernt. Von ihrem Freund erst geschwängert und dann sitzengelassen, fühlt sie sich vollkommen allein in der Welt. Tonis Akt der Nächstenliebe hält Marie von einem geplanten Selbstmord ab. Bald verlieben sich die beiden, ganz zum Verdruss von Karoline, ineinander. Während Marie allmählich wieder neuen Lebensmut findet, tröstet sich Karoline mit dem Besitzer des Autodroms, der sie schon seit langem verehrt. Beide heiraten einander, auch wenn Toni zunächst vor einer Heirat mit Marie zurückscheut. 

## Produktionsnotizen
Praterherzen entstand ab dem 17. September 1952 in Wien (Atelier in Wien, Außenaufnahmen im Wiener Prater) und wurde am 16. Januar 1953 in Wien uraufgeführt, die deutsche Premiere erfolgte am 6. Februar 1953 in Duisburg. 
Filmproduzent Ernest Müller übernahm auch die Produktionsleitung. Fritz Jüptner-Jonstorff entwarf die Filmbauten. 

## Kritik
Im Filmdienst heißt es: „Anspruchslos-volkstümliche Wiener Unterhaltung nach Klischee.“